# Dimbach (Schwabbach)
Der Dimbach ist ein Bach auf dem Gemeindegebiet von Bretzfeld im Hohenlohekreis im nördlichen Baden-Württemberg, der nach einem gut 5 km langen östlichen Lauf am Rand des zuletzt durchquerten Dorfes Rappach von rechts in den Schwabbach mündet.

## Name
Der Bach hieß im Mittelalter *Tindenbach, was eine Zusammensetzung aus dem Genitiv des Personennamens *Tindo und dem Grundwort -bach darstellt.

## Geographie

### Verlauf
Die Quelle des Dimbachs liegt im Waldstück Birkenacker knapp 1 km westlich des Bretzfelder Dorfes Dimbach. Schon nach einem halben Kilometer seines östlichen Laufs tritt er aus dem Wald, nach etwa einem unterquert er die A 6. Bald hinter dieser durchläuft er das Dorf Dimbach, nach dem von links das Auchtweidbächle mündet, weiter abwärts von derselben Seite das zuletzt ein Motocross-Gelände am auf der Kuppe bewaldeten Bräuningersrain passierende Karnierbächle. Kurz vor dem Dorf Rappach fließt sein größter Nebenfluss Waldbach aus dem Südosten zu, der etwas mehr als die Hälfte seines Einzugsgebietes beiträgt. Daraufhin durchquert er auf zuletzt nordöstlichem Lauf den alten Teil des Dorfes und mündet dann sogleich in dessen breiter Aue, über der gegenüber ein neueres Siedlungsgebiet von Rappach den Hang einnimmt, nach 5,2 km von rechts in den Schwabbach.

### Einzugsgebiet
Der Dimbach ist der größte Zufluss des Schwabbachs, zu dessen Einzugsgebiet er mit 11,8 km² knapp mehr als die Hälfte beiträgt. Das Quellgebiet im Wald ganz im Westen gehört, naturräumlich gesehen, dem Unterraum Sulmer Bergebene der Schwäbisch-Fränkischen Waldberge, die größere östlich daran anschließende Flurebene dem Unterraum Brettachbucht der Hohenloher und Haller Ebene. An der Westspitze von ihm ist es auch auf einer 318,2 m ü. NHN erreichenden Waldkuppe am höchsten.
Reihum grenzen die Einzugsgebiete folgender Nachbargewässer an:
- Im Nordwesten liegt jenseits der bewaldeten Bergebene das Quellgebiet des Eberbach, die über die untere Sulm in den Neckar entwässert;
- im Norden fließt etwas dimbachparallel das Brühlbächle nach Osten, der rechte Oberlauf des Schwabbachs;
- im Nordosten nimmt der Schwabbach selbst den Abfluss zur anderen Seite auf, der dann über die Brettach und den Kocher weiter abwärts in den Neckar gelangt;
- ganz im Osten fließt jenseits eines kurzen Wasserscheidenabschnitts der von der Brettach links abgeleitete Mühlgraben wenig abwärts des Dimbachs in die schon sehr mündungsnahe Schwabbach;
- im Südosten grenzt das Einzugsgebiet des Eschelbachs an, des nächsthöheren Brettach-Zuflusses von Südwesten her;
- im Süden fließt der Michelbach, nun wieder hinter der Bergebene, westwärts zur Sulm in Affaltrach und
- im Südwesten grenzen am Gegenabhang dieser die Quellgebiete von Seebächle und dann Sülzbach an, die nacheinander weiter abwärts ebenfalls von rechts in die Sulm einfließen.

### Zuflüsse
Liste der Zuflüsse von der Quelle zur Mündung. Gewässerlänge, Einzugsgebiet und Höhe nach den entsprechenden Layern auf der Onlinekarte der LUBW. Andere Quellen für die Angaben sind vermerkt.
Ursprung des Dimbachs auf etwa 273 m ü. NHN ca. 1,5 km westlich von Bretzfeld-Dimbach im Wald Greut. Der Dimbach fließt fast bis zur Mündung ziemlich genau östlich.
- Auchtweidbächle, von links und Westnordwesten auf 230 m ü. NHN[LUBW 2] gleich nach Dimbach, 1,5 km und 1,0 km². Entsteht auf etwa 270 m ü. NHN unter Weinbergen am Rand des Waldes Birkenacker zur Flur.
- Karnierbächle, von links und Westnordwesten auf 223,5 m ü. NHN[LUBW 2] nahe dem Motocrossgelände am Bräuningersrain, 0,8 km in beständiger Wasserführung und ca. 1,9 km[LUBW 6] mit dem oft wasserlosen Oberlauf sowie 1,1 km². Der Oberlauf entsteht auf etwa 265 m ü. NHN am Waldrand zwischen dem Steinbühl im Süden und im Norden dem Weinberghang unter dem Waldaustritt der von Hölzern kommenden L 1036.
- Waldbach, von rechts und Südosten auf etwa 213 m ü. NHN kurz vor Bretzfeld-Rappach, 3,2 km und 6,2 km². Entsteht auf etwa 240 m ü. NHN südlich von Bretzfeld-Waldbach am Nordrand des Hangwaldes Sperbershau zur offenen Talflur.
Nach diesem letzten Zufluss läuft der Dimbach noch gut einen halben Kilometer nunmehr nordöstlich durch Rappach.

Mündung des Dimbachs von rechts und zuletzt Südwesten auf 209,8 m ü. NHN in Rappach in den Schwabbach. Der Dimbach ist 5,2 km lang und hat ein 11,8 km² großes Einzugsgebiet.

## Geologie
Die Hochebenen am Westrand des Einzugsgebietes sind Verebnungsflächen im Schilfsandstein (Stuttgart-Formation), der höchsten mesozoischen Schicht des Einzugsgebietes. An den Hängen zu den Talmulden setzt dann der Gipskeuper (Grabfeld-Formation)  ein, der sich inselhaft auch noch weit östlich im tieferen Einzugsgebiet findet. In diesem liegt sehr häufig im Westen wie im Osten Lösssediment aus quartärer Ablagerung über den mesozoischen Schichten, auf den Berghöhen meist Löss bzw. Lösslehm, auf den tieferen Hügeln im Osten sehr häufig und flächenhaft lössführende Fließerde. In den Talgründen, die recht breit und bald von eingeschwemmtem Material erfüllt  sind, liegen im Falle des Dimbachs schon vor dem Zufluss des Karnierbächle, im Fall des flacher verlaufenden Waldbachs schon vor dem Ort Waldbach Auenlehme.
Westlich von Waldbach liegt über dem Weinberghang Weinsberger Halde am Waldrand des Buchhäule eine aufgelassene Mergelgrube in den Estherienschichten des Gipskeupers. Die Abbauwand des Geotops zeigt durch Eindringen von Kalk enthaltendem Wasser in Klüfte, dessen Sedimentation dort und anschließende Auswitterung von Mergel entstandenen „Zellenmergel“.

### LUBW
Amtliche Online-Gewässerkarte mit passendem Ausschnitt und den hier benutzten Layern: Lauf und Einzugsgebiet des Dimbachs

Allgemeiner Einstieg ohne Voreinstellungen und Layer: Daten- und Kartendienst der Landesanstalt für Umwelt Baden-Württemberg (LUBW) (Hinweise)
1. 1 2  Höhe nach dem Höhenlinienbild auf dem Hintergrundlayer Topographische Karte.
2. 1 2 3 4 5  Höhe nach grauer Beschriftung auf dem Hintergrundlayer Topographische Karte.
3. 1 2  Länge nach dem Layer Gewässernetz (AWGN).
4. 1 2  Einzugsgebiet aufsummiert aus den Teileinzugsgebieten nach dem Layer Basiseinzugsgebiet (AWGN).
5. ↑  Einzugsgebiet nach dem Layer Basiseinzugsgebiet (AWGN).
6. ↑  Länge nach dem Layer Gewässernetz (AWGN), ergänzt um das auf der Gewässerkarte nicht berücksichtigte unbeständige Anfangsstück, das auf dem Hintergrundlayer Topographische Karte abgemessen wurde.
7. ↑  Geotop nach dem einschlägigen Layer.

### Andere Belege
1. 1 2  Wolf-Dieter Sick: Geographische Landesaufnahme: Die naturräumlichen Einheiten auf Blatt 162 Rothenburg o. d. Tauber. Bundesanstalt für Landeskunde, Bad Godesberg 1962. → Online-Karte (PDF; 4,7 MB)
2. ↑  Abfluss-BW: Modellierte Abflusswerte an der Mündung
3. ↑  Albrecht Greule: Deutsches Gewässernamenbuch. Walter de Gruyter, Berlin / Boston 2014, ISBN 978-3-11-057891-1, S. 95, „Dimbach“ (Auszug in der Google-Buchsuche).
4. ↑  Geologie nach den Layern zu Geologische Karte 1:50.000 auf: Mapserver des Landesamtes für Geologie, Rohstoffe und Bergbau (LGRB) (Hinweise)